# Biserica fortificată din Gherdeal
Biserica medievală din Gherdeal este un ansamblu de monumente istorice aflat pe teritoriul satului Gherdeal, comuna Bruiu.
Ansamblul este format din următoarele monumente:
- Biserica evanghelică (cod LMI SB-II-m-B-12391.01)
- Incintă fortificată, cu turnuri de colț și încăperi pentru provizii (cod LMI SB-II-m-B-12391.02)